# Barzelletta
Barzelletta (italià per "broma") era una forma de vers popular utilitzada pels compositors de frottola a Itàlia en els segles XV i XVI. Es una cançó pròpia de la poesia italiana que probablement deriva del bergerette francès i amb un estil pertanyent en part al virelai i en part al rondó.
És generalment de mètrica de tipus troqueu, amb vuit síl·labes per línia. La barzelletta consisteix en tres seccions: un reprisa amb quatre línies rimant (abba o abab), una estrofa, i una volta. Tenia acompanyament musical, generalment llaüt i viola, i tendia a ser animada, per a ballar, amb accents pesats en les cadències.